# Kalpana (Malayalam-Schauspielerin)
Kalpana (Malayalam കൽപ്പന, vollständiger Name Kalpana Ranjani; * 5. Oktober 1965 in Chavara, Kerala; † 25. Januar 2016 in Hyderabad, Telangana) war eine indische Schauspielerin des Malayalam-Films. Sie spielte auch in einigen Filmen anderer südindischer Filmindustrien, insbesondere des tamilischen Films.

## Leben
Kalpana wurde als Tochter der Theaterdarsteller V. P. Nair und Vijayalakshmi im Dorf Chavara im Distrikt Kollam geboren. Die Schauspielerinnen Kalaranjini und Urvashi sind ihre Schwestern. Sie heiratete 1998 den Filmregisseur Anil Kumar und wurde von ihm im Jahr 2012 wieder geschieden. Aus der Verbindung ging eine Tochter hervor.
Kalpana begann ihre Filmkarriere 1977 als Kinderdarstellerin in P. Subramanyams Vidarunna Mottukal und trat 1981 zusammen mit ihren Eltern in G. Aravindans Pokkuveyil auf. Bekannt wurde sie hauptsächlich durch humoristische Rollen, obwohl sie eigentlich mit der Absicht in das Filmgeschäft eingestiegen war, als Hauptdarstellerin zu fungieren. Bei den 60. National Film Awards 2012 gewann sie den Preis für die beste Nebendarstellerin für ihre Leistung in dem Malayalam-Film Thanichalla Njan. Sie spielte darin an der Seite von K. P. A. C. Lalitha eine großherzige Muslimin, die eine glücklose Hindu-Frau bei sich aufnimmt und deren religiöse Befindlichkeiten auf natürliche Weise respektiert.
Kalpana starb an einem Herzinfarkt in Hyderabad, wo sie zu Dreharbeiten für einen Telugu-Film weilte.

## Auszeichnungen
- 2012: National Film Award als beste Nebendarstellerin für den Film Thanichalla Njan

## Filmografie (Auswahl)
Malayalam
- 1977: Vidarunna Mottukal
- 1981: Pokkuveyil
- 1983: Manju
- 1984: Panchavadi Palam
- 1985: Ithu Nalla Thamasa
- 2004: Vismayathumbathu
- 2011: Sankaranum Mohananum
- 2011: Salt N’ Pepper
- 2011: Pachuvum Kovalanum
- 2011: Ninnishtam Ennishtam 2
- 2012: Ezham Suryan
- 2012: Vaadhyar
- 2012: Spirit
- 2013: ABCD: American Born Confused Desi
- 2014: Bangalore Days
- 2014: Kaaki Sattai
- 2015: Ennum Eppozhum
- 2015: Lavender
- 2015: Charlie

Telugu
- 1989: Prema

Kannada
- 1990: Chapala Chennigaraya

## Fernsehen
Kalpana moderierte mehrere Talkshows und Interviews in Malayalam-Fernsehkanälen auch als Richterin in Asianets Comedy Reality Show Vodafone Comedy Stars.